# Сіонітний
Сіонітний — парк станції Кальчик Лиманської дирекції Донецької залізниці на лінії Кальчик — Сіонітний.
Розташований в селі Гранітне Маріупольського району Донецької області. Є тупиковим, найближча станція — Кальчик (8 км).
Сіонітний обслуговує ПрАТ «Кальчицький кар'єр», на території якого й розташований.